# Hürriyet Daily News and Economic Review
Hürriyet Daily News and Economic Review, tidligere Turkish Daily News, er den ældste nuværende engelsksprogede avis i Tyrkiet. 
Avisen blev købt af Doğan Media Group i 2001 og har været en del af gruppens flagskib Hürriyet siden 2006 .

## References
1. ↑  Editor-in-chief David Judson writes about the changes the newspaper has been going though. http://hurarsiv.hurriyet.com.tr/goster/haber.aspx?id=10362262&yazarid=295 (Webside+ikke+længere+tilgængelig)